# Романенко Володимир Пилипович
Романенко Володимир Пилипович (2 вересня 1932 , Київ  — 18 липня 2017 ) — вірусолог, доктор ветеринарних наук, академік Української академії аграрних наук. Лауреат Державної премії в галузі науки і техніки. Член Європейської асоціації ветеринарних вірусологів, віцепрезидент Українського товариства мікрологів. З 1969 р. очолював у Чернігові відділ в Українському науково-дослідному інституті сільськогосподарської мікробіології УАСГН.

## Життєвий та науковий шлях
Народився 2 вересня 1932 року в с. Окснар Ширяєвського району Одеської області. Після закінчення школи з 1947 по 1950 рік навчався в Ісаєвському зооветеринарному технікумі, а з 1950 по 1951 роки працював дільничним зоотехніком в Гайворонському районі Кіровоградської області. У 1956 р. закінчив Одеський сільськогосподарський інститут (ветеринарний факультет). У 1962 р. у Москві закінчив аспірантуру Всесоюзного інституту експериментальної ветеринарії по напрямку вірусологія. У 1962—1966 рр. був старшим науковим співробітником, завідувачем лабораторії генетики вірусів у Всесоюзному науково-дослідному ящурному інституті. У 1966—1967 рр. був старшим науковим співробітником у Всесоюзному науково-дослідному інституті ветпрепаратів МСГСРСР. У 1969—1998 рр. — працював в Інституті сільськогосподарської мікробіології УААН у м. Чернігів. Зокрема, у 1981—1997 рр. — був директором цього інституту і завідувачем лабораторії. З 1998 р. був завідувачем лабораторії генетики і імунології Інституту ветеринарної медицини УААН у Києві.
Романенка В. П. у 1990 р.обрано членом-кореспондентом УААН, дійсним членом (академіком) УААН Відділення ветеринарної медицини (епізоотологія, інфекційна патологія і онкологія) у 1995 р.; він є членом Європейської асоціації ветеринарних вірусологів.